# Solo Leveling
 (mars 2020).
Solo Leveling (hangeul : 나 혼자만 레벨업 ; RR : Na honjaman lebel-eob) est une série de romans web sud-coréens écrite par Chugong et publiée en ligne sur KakaoPage avant d'être éditée par D&C Media sous sa marque de publication Papyrus. La série est composée de 270 chapitres répartis en 14 volumes.
Une adaptation en webtoon de 179 chapitres (+ 20 finissant la série), dessinée par Dubu (Jang-Sung Rak, CEO de Redice Studio),, est publiée sur le site KakaoPage du 4 mars 2018 au 29 décembre 2021 en Corée du Sud,. Les droits du roman en anglais ont été acquis par Webnovel sous le titre Only I level up du 21 décembre 2018 au 24 juin 2019. La version française est éditée et publiée par Delcourt sur sa plateforme en ligne Verytoon depuis le 25 janvier 2021, ainsi que dans l'application Piccoma depuis le 19 septembre 2022, et en volumes physiques depuis le 7 avril 2021 dans la collection KBooks. La maison d'édition américaine Yen Press édite les versions anglaises des romans et du webtoon depuis le 16 février 2021.
Une adaptation en anime par le studio A-1 Pictures est diffusée depuis janvier 2024. Un jeu vidéo nommé Solo Leveling:ARISE développé par Netmarble sort en mai 2024.
Une suite, intitulée Solo Leveling: Ragnarok et écrite par Daul, est prépubliée sur le site KakaoPage depuis le 10 avril 2023. Son adaptation en webtoon a débuté en août 2024,.

## Synopsis
Cela fait maintenant 10 ans que des portails apparaissent dans le monde, ouvrant des passages vers des donjons et des univers parallèles. Depuis leur apparition, certaines personnes ont acquis des capacités surnaturelles, appelées l'Éveil. Ces individus, connus sous le nom de Chasseurs, sont chargés de combattre des monstres mortels pour protéger l'humanité d'une extinction certaine. Parmi eux, Sung Jinwoo, un chasseur notoirement faible de classe E, se bat désespérément pour survivre. Considéré comme le plus faible des Chasseurs, il se retrouve un jour, avec ses compagnons, piégé dans une salle remplie de statues animées. Il parvient à s'échapper de justesse d'un donjon de rang D, exceptionnellement dangereux, qui a failli décimer tout son groupe. À la suite de cette épreuve, un mystérieux programme appelé le Système le sélectionne comme joueur unique, lui octroyant une compétence extrêmement rare : celle de monter en puissance à chaque victoire et de transformer ses ennemis vaincus en serviteurs fidèles, appelés Ombres. Fort de ce pouvoir unique, Sung Jinwoo entreprend un périple dangereux, affrontant à la fois humains et monstres, pour découvrir les secrets des donjons et percer la véritable origine de ses pouvoirs.

## Personnages

### Principal
- Sung Jinwoo (hangeul : 성진우 ; RR : Seong Jin-U) / Shun Mizushino (水篠 旬, Mizushino Shun?)[15]

Voix japonaise : Taito Ban (en),, voix française : Alexis Flamant,
Jinwoo est un chasseur de rang E, né le 6 septembre, connu comme étant le chasseur « le plus faible ». Bien qu'étant un chasseur, ses capacités physiques sont à peine supérieures à celles d'une personne ordinaire, et il finit blessé à chacune de ses participations dans un donjon. Il continue malgré tout son activité de chasseur afin de pouvoir s'occuper de sa sœur et payer les frais d'hospitalisation de sa mère malade. À la suite d'un incident survenu lors d'un double donjon, il est choisi comme Joueur par un programme magique appelé le Système, et acquiert la compétence unique qui lui donne accès à divers avantages similaires à celui d'un personnage de jeu vidéo, tels que des quêtes, un inventaire ou bien la capacité de monter de niveau et de devenir plus fort à chaque niveau gagné. Il débloque également plus tard la boutique. En profitant de ce nouveau pouvoir que lui offre le Système, Jinwoo finit par devenir le plus grand chasseur de l'humanité.

### Secondaires
- Sung Jinah (hangeul : 성진아 ; RR : Seong Jin-A)

Voix japonaise : Haruna Mikawa, voix française : Sofia Abouatmane,
C'est la petite sœur de Jinwoo. Elle est encore au lycée et souhaite faire des études de médecine.
- Park Kyung-Hye (hangeul : 박경혜 ; RR : Bag Gyeong-Hye)

Mère de Jinwoo et de Jinah. Elle souffre de la maladie du Sommeil Éternel, un trouble du sommeil incurable et induit par la magie, et est tombée dans le coma peu de temps après, forçant Jinwoo à prendre la relève en tant que soutien de la famille à sa place. Cependant, environ quatre ans plus tard, Jinwoo a réussi à guérir son état et à la réveiller en utilisant une potion rare qu'il a fabriquée lors de son entraînement avec le Système.
- Sung Il-Hwan (hangeul : 성일환 ; RR : Seong Il-Hwan)

Il était un chasseur coréen de rang S, le mari de Kyung-Hye et le père de Jinwoo et Jinah. Dix ans avant les événements du scénario principal, il a soudainement disparu dans un donjon lors d'un raid, laissant sa famille le présumer mort. Cependant, environ une décennie plus tard, il est retourné dans le monde humain pour aider son fils dans la guerre à venir contre les monarques et s'est finalement révélé être un vaisseau des dirigeants, l'un des sept humains choisis par les dirigeants pour servir d'hôtes. Bien qu'Il-Hwan ait finalement réussi dans sa mission, il a fini par exercer beaucoup plus de pouvoir que son corps ne pouvait en supporter lors de sa dernière bataille contre les monarques et est donc mort par la suite dans les bras de son fils.
- Yoo Jinho (hangeul : 유진호 ; RR : Yu Jin-Ho) / Kenta Morohishi[15]

Voix japonaise : Genta Nakamura (ja), voix française : Maxime Donnay,
Chasseur coréen de rang D et le meilleur ami de Jinwoo. Il vient d'une famille très riche : c'est le fils de Yoo Myunghan, le directeur de Yoojin construction, dont la fortune est estimée à 7 milliards d'euros . Il finit par devenir le vice-président de la guilde de Jinwoo après avoir impressionné ce dernier par son sens de la loyauté et de l'engagement. Jin-ho partage également une relation fraternelle avec Jinwoo, du fait qu'il est séparé de son vrai frère biologique, et a tendance à s'habiller avec des armures très chics et très chères qu'il achète généralement à des fabricants étrangers, ce qui sert de running gag important tout au long de la série.
- Cha Hae-In (hangeul : 차해인 ; RR : Cha Hae-In) / Shizuku Kosaka[15]

Voix japonaise : Reina Ueda, voix française : Ludivine Deworst,
Elle est l'un des dix chasseurs sud-coréens de rang S, classée 9e, spécialisée dans le maniement de l'épée et la seule femme de rang S du pays. Elle était la vice-présidente de la Guilde des Chasseurs avant de demander à Jinwoo de rejoindre sa guilde. Elle possède une compétence rare qui lui permet de sentir l'odeur du mana de chaque chasseur, odeur qu'elle déteste, à l'exception de celle de Jinwoo. Elle éprouve des sentiments envers Sung jinwoo.
- Baek Yoonho (hangeul : 백윤호 ; RR : Baeg Yun-Ho) / Taiga Shirakawa[15]

Voix japonaise : Hiroki Tōchi (en)
Maître de la guilde Tigre Blanc. Il est l'un des dix chasseurs de rang S sud-coréens. Il a la capacité de se transformer en bête.
- Choi Jongin (hangeul : 최종인 ; RR : Choe Jong-In) / Shin Mogami[15]

Voix japonaise : Daisuke Hirakawa (en)
Maître de la guilde Chasseur. Il fait partie des dix chasseurs de rang S sud-coréens. Il est surnommé "L'Arme Ultime", dû à sa force de destruction hors norme.
- Go Gunhee (hangeul : 고건희 ; RR : Go Geon-Hui) / Kiyoomi Gotō[15]

Voix japonaise : Banjō Ginga, voix française : Jean-Michel Vovk,
Il était un chasseur coréen de rang S et le président de l'Association des chasseurs coréens, l'agence gouvernementale chargée de superviser tous les chasseurs, portails et guildes actifs en Corée. Bien qu'il se soit révélé plus tard être un vaisseau des dirigeants, il souffrait de divers problèmes de santé dus à son âge avancé, l'empêchant d'utiliser ses pouvoirs à leur puissance maximale, et fut finalement tué par les monarques au combat.
- Lee Juhee (hangeul : 이주희 ; RR : I Ju-Hui)

Voix japonaise : , voix française : Marie Braam,
Amie chasseuse de Jinwoo. C'est une chasseuse-guérisseuse de rang B. Cependant, elle ne participe qu'à des donjons de faibles niveaux car elle est toujours apeurée devant un monstre de trop haut niveau.
- Song Chi-yul (hangeul : 송치열 ; RR : Song Chi-Yeol)

Voix japonaise : , voix française : Franck Dacquin,
Chasseur de rang C, maître dans le maniement de l'épée et maître de Cha Haein l'une des dix rang S.
- Dirigeants (hangeul : 지배 자들)

Également appelés les fragments de lumière brillante, ils sont une ancienne race d'humanoïdes ailés qui visent à protéger la race humaine contre l'anéantissement par les monarques. Bien qu'ils aient de nobles ambitions, ils sont prêts à utiliser des méthodes moralement discutables pour les atteindre et sont indirectement responsables des millions de vies humaines perdues depuis que les monstres ont commencé à utiliser des portes pour traverser le monde humain. Les dirigeants ressemblent également fortement à des anges en apparence et sont capables d'utiliser une forme de télékinésie extrêmement puissante qui leur est propre, appelée Autorité des Dirigeants.
- Monarques (hangeul : 군주 ; RR : Song Chi-Yeol)

Ils sont une ancienne race de monstres qui cherchent à anéantir la race humaine à leurs propres fins, ce qui en fait les principaux antagonistes de la série. En conséquence, ils ont un mépris cruel pour la vie et sont généralement très arrogants envers ceux qu'ils trouvent inférieurs à eux-mêmes, en particulier les humains. Les monarques gouvernent également chacun une race différente de monstres et prennent après la race sur laquelle ils règnent en apparence.

## Médias

### Roman web
| no                              | Coréen            | Coréen            | Français         | Français          |
| no                              | Date de sortie    | ISBN              | Date de sortie   | ISBN              |
| ------------------------------- | ----------------- | ----------------- | ---------------- | ----------------- |
| 1                               | 4 novembre 2016   | 979-11-7033-666-2 | 25 mai 2024      | 978-2-38288-080-7 |
| Liste des chapitres : 1 ~ 22    |                   |                   |                  |                   |
| 2                               | 4 novembre 2016   | 979-11-7033-667-9 | 26 mars 2025     | 978-2-38288-081-4 |
| Liste des chapitres : 23 ~ 45   |                   |                   |                  |                   |
| 3                               | 21 décembre 2016  | 979-11-7033-755-3 | 3 septembre 2025 | 978-2-38288-082-1 |
| Liste des chapitres : 46 ~ 64   |                   |                   |                  |                   |
| 4                               | 25 janvier 2017   | 979-11-7033-858-1 |                  |                   |
| Liste des chapitres : 65 ~ 82   |                   |                   |                  |                   |
| 5                               | 23 février 2017   | 979-11-7033-911-3 |                  |                   |
| Liste des chapitres : 83 ~ 101  |                   |                   |                  |                   |
| 6                               | 20 mars 2017      | 979-11-7033-976-2 |                  |                   |
| Liste des chapitres : 102 ~ 119 |                   |                   |                  |                   |
| 7                               | 24 avril 2017     | 979-11-6140-318-2 |                  |                   |
| Liste des chapitres : 120 ~ 138 |                   |                   |                  |                   |
| 8                               | 24 mai 2017       | 979-11-6140-412-7 |                  |                   |
| Liste des chapitres : 139 ~ 155 |                   |                   |                  |                   |
| 9                               | 22 juin 2017      | 979-11-6140-467-7 |                  |                   |
| Liste des chapitres : 156 ~ 174 |                   |                   |                  |                   |
| 10                              | 20 juillet 2017   | 979-11-6140-549-0 |                  |                   |
| Liste des chapitres : 175 ~ 192 |                   |                   |                  |                   |
| 11                              | 24 août 2017      | 979-11-6140-626-8 |                  |                   |
| Liste des chapitres : 193 ~ 211 |                   |                   |                  |                   |
| 12                              | 21 septembre 2017 | 979-11-6140-693-0 |                  |                   |
| Liste des chapitres : 212 ~ 228 |                   |                   |                  |                   |
| 13                              | 27 octobre 2017   | 979-11-6140-827-9 |                  |                   |
| Liste des chapitres : 229 ~ 248 |                   |                   |                  |                   |
| 14 (SP)                         | 18 avril 2018     | 979-11-6268-337-8 |                  |                   |
| Liste des chapitres : 249 ~ 270 |                   |                   |                  |                   |
| Épilogue.                       |                   |                   |                  |                   |

### Webtoon
| no                                             | Coréen            | Coréen            | Français          | Français                                               |
| no                                             | Date de sortie    | ISBN              | Date de sortie    | ISBN                                                   |
| ---------------------------------------------- | ----------------- | ----------------- | ----------------- | ------------------------------------------------------ |
| 1                                              | 26 septembre 2019 | 979-11-89320-29-4 | 7 avril 2021      | 978-2-38288-029-6                                      |
| Liste des chapitres : Chapitres 1 à 12 (VF)    |                   |                   |                   |                                                        |
| 2                                              | 30 janvier 2020   | 979-11-89320-36-2 | 9 juin 2021       | 978-2-38288-030-2                                      |
| Liste des chapitres : Chapitres 13 à 24 (VF)   |                   |                   |                   |                                                        |
| 3                                              | 27 août 2020      | 979-11-89320-69-0 | 8 septembre 2021  | 978-2-38288-031-9                                      |
| Liste des chapitres : Chapitres 25 à 37 (VF)   |                   |                   |                   |                                                        |
| 4                                              | 29 avril 2021     | 979-11-91363-73-9 | 10 novembre 2021  | 978-2-38288-032-6 978-2-38288-093-7(coffret collector) |
| Liste des chapitres : Chapitres 38 à 50 (VF)   |                   |                   |                   |                                                        |
| 5                                              | 7 octobre 2021    | 979-11-67770-02-8 | 9 février 2022    | 978-2-38288-033-3                                      |
| Liste des chapitres : Chapitres 51 à 62 (VF)   |                   |                   |                   |                                                        |
| 6                                              | 25 juillet 2022   | 979-1-16-777037-0 | 4 mai 2022        | 978-2-382880-79-1                                      |
| Liste des chapitres : Chapitres 63 à 75 (VF)   |                   |                   |                   |                                                        |
| 7                                              | 22 février 2023   | 979-1-16-777070-7 | 21 septembre 2022 | 978-2-382880-91-3 978-2-382881-31-6(coffret collector) |
| Liste des chapitres : Chapitres 76 à 87 (VF)   |                   |                   |                   |                                                        |
| 8                                              | 25 mai 2023       | 979-1-16-777089-9 | 9 novembre 2022   | 978-2-413075-42-4                                      |
| Liste des chapitres : Chapitres 88 à 100 (VF)  |                   |                   |                   |                                                        |
| 9                                              | 30 août 2023      | 979-1-16-777113-1 | 1er mars 2023     | 978-2-413076-46-9                                      |
| Liste des chapitres : Chapitres 101 à 111 (VF) |                   |                   |                   |                                                        |
| 10                                             | 18 avril 2024     | 979-1-19-354981-0 | 14 juin 2023      | 978-2-38288-210-8 978-2-413080-16-9(coffret collector) |
| Liste des chapitres : Chapitres 112 à 122 (VF) |                   |                   |                   |                                                        |
| 11                                             | 4 juin 2024       | 979-1-19-382120-6 | 20 septembre 2023 | 978-2-38288-252-8                                      |
| Liste des chapitres : Chapitres 123 à 131 (VF) |                   |                   |                   |                                                        |
| 12                                             | 29 août 2024      | 979-1-19-382139-8 | 10 janvier 2024   | 978-2-38288-254-2                                      |
| Liste des chapitres : Chapitres 132 à 141 (VF) |                   |                   |                   |                                                        |
| 13                                             | 28 novembre 2024  | 979-1-19-382173-2 | 29 mai 2024       | 978-2-38288-255-9                                      |
| Liste des chapitres : Chapitres 142 à 149 (VF) |                   |                   |                   |                                                        |
| 14                                             | 9 juin 2025       | 979-1-17-382011-3 | 21 août 2024      | 978-2-38288-291-7                                      |
| Liste des chapitres : Chapitres 150 à 159 (VF) |                   |                   |                   |                                                        |
| 15                                             | -                 |                   | 23 octobre 2024   | 978-2-38288-293-1                                      |
| Liste des chapitres : Chapitres 160 à 169 (VF) |                   |                   |                   |                                                        |
| 16                                             | -                 |                   | 4 décembre 2024   | 978-2-38288-292-4                                      |
| Liste des chapitres : Chapitres 170 à 179 (VF) |                   |                   |                   |                                                        |
| 17                                             | -                 |                   | 26 mars 2025      | 978-2-38288-322-8                                      |
| Liste des chapitres : Chapitres 180 à 186 (VF) |                   |                   |                   |                                                        |
| 18                                             | -                 |                   | 2 juillet 2025    | 978-2-38288-323-5                                      |
| Liste des chapitres : Chapitres 187 à 193 (VF) |                   |                   |                   |                                                        |
| 19                                             |                   |                   | 1er octobre 2025  | 978-2-38288-416-4                                      |
| Liste des chapitres : Chapitres 194 à 199 (VF) |                   |                   |                   |                                                        |

### Anime
Une adaptation en série télévisée d'animation est annoncée lors de l'Anime Expo en juillet 2022, quelques jours avant le décès de l'illustrateur du webtoon Dubu. Initialement prévue pour 2023, sa diffusion à la télévision japonaise commence le 7 janvier 2024. Une projection en avant-première mondiale a lieu à l'United Cinema Toyosu de Tokyo le 10 décembre 2023, en présence de Taito Ban (voix de Shun Mizushino), Genta Nakamura (voix de Kenta Morobishi), Ueda Reina (voix de Shizuku Kōsaka).
Comme pour beaucoup d'adaptations d'œuvres étrangères par un studio japonais, le scénario connaît quelques changements par rapport au roman original, et notamment la japonisation des noms des personnages. Le protagoniste coréen Sung Jinwoo devient ainsi le japonais Shun Mizushino. Ce changement ne fait que reprendre la localisation du webtoon au marché japonais, mais la rumeur d'une profonde modification du scénario original se propage rapidement à l'étranger et provoque la colère de certains fans du manwha. Finalement, la série connaît deux doublages japonais : la première version avec les noms japonisés, destinée aux chaînes de télévision et plateformes de streaming japonaises, et une deuxième, avec les noms coréens originaux, distribuée hors Asie par Crunchyroll.
En France, la version originale sous-titrée est diffusée en simulcast sur Crunchyroll et depuis le 9 janvier 2024 sur la case J+1 de la chaîne Mangas.
Le générique d'ouverture est LEveL., composé par Hiroyuki Sawano et interprété par Tomorrow X Together. Le thème de fin est request interprété par krage.

#### Liste des épisodes
| No | Titre de l’épisode en français       | Titre original de l’épisode          | Date de 1re diffusion |
| --- | ------------------------------------ | ------------------------------------ | --------------------- |
| 1 | I’m Used to It                       | I’m Used to It                       | 7 janvier 2024        |
| [Chapitres 1-2-3-4] – Sung Jinwoo, un chasseur de rang E, entre dans le portail d'un donjon avec son amie Lee Joo-hee (une guérisseuse de rang B) et une partie d'autres chasseurs d'un niveau supérieur. En tant que chasseur le plus faible et avec seulement l'équipement le plus basique, il parvient à tuer un seul monstre. Cependant, une fois le boss tué, le portail ne se ferme pas, mais un deuxième donjon connecté est révélé. Le parti est divisé à six contre six sur la question de savoir s'il faut ou non continuer ; Jinwoo lance le bris d'égalité pour les envoyer dans la seconde moitié du double donjon. Après avoir erré sans rencontrer de monstres, le groupe entre dans une grande pièce remplie de statues qui prennent soudain vie et commencent à massacrer les chasseurs. |                                      |                                      |                       |
| 2 | If I had One More Chance             | If I had One More Chance             | 14 janvier 2024       |
| [Chapitres 5-6-7-8-9-10] – Jinwoo se rend compte que le donjon dans lequel ils se trouvent a des règles spécifiques pour survivre aux statues : premièrement, « vénérer Dieu », deuxièmement, « louer Dieu » et enfin « prouver sa foi en Dieu ». Plusieurs chasseurs sont tués alors que Jinwoo et le chasseur principal dirigeant le groupe, Song Chi-yul, parviennent lentement à déchiffrer les instructions pour survivre. Finalement, il ne reste que Chi-yul, Joo-hee (qui s'est effondrée à cause du stress) et Jinwoo. Jinwoo dit à Chi-yul d'évacuer avec Joo-hee pendant qu'il tient la porte. Resté seul, Jinwoo est en colère contre sa mort imminente et reçoit un message indiquant qu'il a terminé la quête cachée et qu'il peut devenir un [Joueur] s'il accepte l'offre, sinon il mourra... |                                      |                                      |                       |
| 3 | It’s Like a Game                     | It’s Like a Game                     | 21 janvier 2024       |
| [Chapitres 11-12-13] – Jinwoo se réveille dans une chambre d'hôpital après trois jours de sommeil, pensant initialement qu'il aurait pu rêver aux événements du double donjon. Des enquêteurs de l'Association des Chasseurs viennent le visiter et lui expliquent que tous les évènements se sont réellement produits. Ils lui précisent que Chi-yul a pris sa retraite en raison de la perte de son bras, et que son amie Joo-hee est traumatisée et en soins psychiatriques. Ils indiquent également qu'ils sont là pour vérifier si Jinwoo a vécu la même chose. Ils pensent que Jinwoo a subi le rare « double éveil » au cours duquel un chasseur connaîtra une augmentation de ses capacités. Le test revient cependant négatif pour le changement de niveau. Peu après, Jinwoo découvre un message comme celui qui lui annonce un joueur, avec des objectifs quotidiens à atteindre et un avertissement d'une pénalité s'il ne les atteint pas. Il ne tient dans un premier temps pas compte du message. Après avoir sauté le premier jour et failli mourir lors d'une quête de pénalité, Jinwoo comprend que les défis sont réels. Il commence ainsi à atteindre chaque jour l'objectif, et reçoit en contrepartie des bonus de statistiques et des coffres à butin. Cela lui permet de recevoir un objet spécial : une clé de donjon d'instance. Il y pénètre et se retrouve confronté à un monstre-loup plus fort que tout ce qu'il avait combattu auparavant... |                                      |                                      |                       |
| 4 | I’ve Gotta Get Stronger              | I’ve Gotta Get Stronger              | 28 janvier 2024       |
| [Chapitres 13-14-15-16-17] – Jinwoo tue avec succès le loup et gagne un niveau. D'autres loups apparaissent et il continue à travers le donjon, tuant de plus en plus et gagnant plus de force. À la fin de l'épreuve, il fait face à une bataille difficile contre le boss du donjon d'instance qu'il finit par gagner. Pendant ce temps, en dehors de l'instance, une rupture de donjon (un donjon n'est pas terminé correctement et les monstres s'échappent dans le monde réel) se produit. Des chasseurs sont rassemblés, y compris Joo-hee, qui aide tant bien que mal en tant que guérisseuse mais échoue lorsqu'elle a un flash-back du double donjon. À la sortie de l'instance, Jinwoo est guidé vers la bataille et jette son épée cassée à la tête du golem, brisant sa défense et permettant aux chasseurs rassemblés de l'abattre. Il s'en va, pensant que le golem a dû être plus blessé que prévu, tandis que l'un des chasseurs, qui a vu l'attaque passer, est impressionné car le golem n'avait subi aucun dégât avant d'être touché par la lame lancée... |                                      |                                      |                       |
| 5 | A Pretty Good Deal                   | A Pretty Good Deal                   | 4 février 2024        |
| [Chapitres 18-19-20-21] – Jinwoo est recruté par le chasseur de rang C Hwang Dongsuk et ses cinq associés dans un groupe de ramassage pour s'attaquer à un donjon de rang C. Le nouveau venu Yoo Jin-ho (dont la richesse familiale lui a permis de s'équiper d'un équipement très coûteux et puissant) complète l'exigence de huit membres pour entrer dans le donjon. Après que Jinwoo ait signé un contrat de porteur (pour deux millions de dollars de salaire mais aucun objet), ils entrent dans le donjon. Apparaissant initialement vide de monstres, Jinwoo se rend compte qu'ils se trouvent dans un donjon d'insectes juste avant d'être attaqués par des monstres fourmis. Les sept chasseurs battent la vague initiale, et le groupe avance et trouve le boss du donjon - une araignée géante (et apparemment endormie) dans une pièce avec des centaines de millions de cristaux de mana exploitables. Après avoir été appelé pour une répartition à sept, Jin-ho examine le contrat de Jinwoo qui exclut uniquement les objets, pas les cristaux de mana, donc Jinwoo devrait obtenir une part complète. Dongsuk est d'accord, mais semble ensuite se rendre compte qu'un des membres de son groupe n'avait pas apporté suffisamment de matériel de transport pour repartir avec une bonne récolte. Dongsuk et son groupe font semblant d'aller chercher des fournitures, mais piègent ensuite Jinwoo et Jin-ho dans la salle du boss. Jinwoo se rend alors compte qu'ils ont juste été recrutés pour servir de pâture au Boss afin de le rassasier et leur permettre de piller le donjon sans être attaqués. Jinwoo refuse d'accepter le sort qui leur a été réservé : il dit à Jin-ho de rester en retrait pendant qu'il s'occupe d'attaquer l'araignée géante du donjon... |                                      |                                      |                       |
| 6 | The Real Hunt Begins                 | The Real Hunt Begins                 | 11 février 2024       |
| [Chapitres 21-22-23-24] – Après une lutte acharnée, Jinwoo bat avec succès le boss arachnéen, après quoi Jin-ho (estimant que Jinwoo doit être l'un des "fausseurs de rangs" meurtriers qui peuvent cacher leur force et l'utiliser pour tuer d'autres chasseurs) commence à l'appeler "patron". Lorsque Dongsuk et son groupe reviennent dans la salle du boss, ils sont surpris de retrouver les deux chasseurs toujours vivants. Il tente de contraindre Jin-ho à tuer Jinwoo et à rejoindre son groupe dans leur méthode consistant à compléter leur nombre avec des chasseurs plus faibles pour des donjons de niveau supérieur et à les tuer à l'intérieur du lieu du crime. Ce serait caché, mais Jin-ho refuse. Jinwoo, ayant reçu une nouvelle quête (indiquant qu'il lui faut "Tuer les six ennemis qui veulent tuer le joueur"), et en colère d'avoir oublié le fait que les faibles sont toujours exploités, rappelle au groupe de Dongsuk qu'eux aussi doivent alors être prêts à être la proie. Lorsqu'un des membres de rang D tente de le rabaisser en tant que faible de rang E, Jinwoo le décapite et commence à massacrer le groupe de Dongsuk avec son poignard empoisonné. Dongsuk, désormais acculé, tente de négocier le prix de sa vie, mais Jinwoo refuse et finit par tuer Dongsuk. Il quitte ensuite le donjon accompagné de Jin-ho, reprenant devant le Comité de surveillance l'histoire de couverture selon laquelle les autres ont été tués par les monstres du donjon. Ne pouvant croire à un exploit d'un chasseur de rang E, la fonctionnaire du Comité attribue à Jin-ho le mérite de la survie des deux hommes grâce à son équipement très coûteux... |                                      |                                      |                       |
| 7 | Let's See How Far I Can Go           | Let's See How Far I Can Go           | 18 février 2024       |
| [Chapitres 25-26-27] – Jinwoo remarque que sa mission quotidienne ne cesse de dépasser les exigences. En le testant, il maximise la mission quotidienne et est récompensé par une autre clé d'instance, cette fois vers un donjon de rang S. Lorsqu'il remarque que la récompense est une potion spéciale qui peut guérir n'importe quelle maladie, ses pensées se tournent immédiatement vers sa mère et il décide de prendre le risque. La première bataille dans le donjon est contre un gardien ressemblant à Cerbère, qui parvient presque à tuer Jinwoo plusieurs fois. Après une lutte féroce, Jinwoo parvient finalement à tuer la bête. Sa récompense est la clé du château que Cerbère gardait, dans lequel se trouvent les ingrédients dont il aura besoin pour fabriquer la potion. Sachant qu'il mourrait s'il poursuit vers le château vu son niveau actuel, il se promet de revenir plus tard et de réussir. Pendant ce temps, l'Association des Chasseurs enquête sur la mort de Dongsuk, dont le frère cadet est le chasseur de rang S Hwang Dongsoo. Dongsoo met également la main sur le rapport concernant le donjon où son frère a trouvé la mort et se montre immédiatement suspicieux, comprenant que des choses anormales se sont passées. Il demande à sa secrétaire de bloquer son agenda pour faire la lumière sur les évènements et se jure de se débarrasser des survivants du raid... |                                      |                                      |                       |
| 7.5 | How to Get Stronger                  | How to Get Stronger                  | 25 février 2024       |
| Note : Épisode récapitulatif |                                      |                                      |                       |
| 8 | This Is Frustrating                  | This Is Frustrating                  | 3 mars 2024           |
| [Chapitres 26-28-29] – Jinwoo rend visite à sa mère plongée dans le coma et décide de continuer à devenir plus fort afin de pouvoir obtenir les ingrédients nécessaires pour la sauver; il accepte ainsi la demande de Jin-ho de l'aider à diriger des donjons afin de permettre la création d'une guilde. Pour répondre à l'exigence de membres de groupe pour les donjons de rang C, l'Association des Chasseurs recrute les survivants du raid double donjon (Jinwoo, Joo-hee, Chi-yul, Kim Sangshik et Kang Jeongho), et en raison d'une pénurie de Chasseurs dans la région, le groupe est complété par plusieurs Chasseurs emprisonnés, qui travaillent en échange de peines réduites, et sont supervisés par le Chasseur de rang B, Kang Taeshik. |                                      |                                      |                       |
| 9 | You've Been Hiding Your Skills       | You've Been Hiding Your Skills       | 10 mars 2024          |
| [Chapitres 27-29-30-31-32-33-34] – Le chemin se séparant en trois voies, le groupe se sépare. Kang profite de la séparation pour assassiner les prisonniers sur ordre du père de l'une de leurs victimes, et lorsque le chemin de Jeongho et Sangshik les conduit à tomber sur la scène, Kang les tue pour étouffer l'affaire. Jinwoo, Joo-hee et Chi-yul retournent rapidement sur les lieux et confrontent Kang, et Jinwoo révèle son nouveau pouvoir pour tuer Kang. Reconnaissant, Chi-yul couvre Jinwoo. Plus tard dans la nuit, Joo-hee demande à Jinwoo s'il "se souvient", en tenant une petite pierre d'essence. |                                      |                                      |                       |
| 10 | What Is This, a Picnic?              | What Is This, a Picnic?              | 17 mars 2024          |
| [Chapitres 34-35-36-37] – Joo-hee dit à Jinwoo qu'elle prend sa retraite en tant que Chasseuse, et lui dit de lui rendre visite s'il se retrouve un jour chez elle. Jin-ho achète les droits sur plusieurs donjons de rang C et recrute des Chasseurs de bas niveau pour répondre aux exigences des donjons tandis que Jinwoo et Jin-ho sont les seuls à y entrer pour les nettoyer. Le responsable du recrutement de la guilde du Tigre Blanc remarque le nom de Sung Jinwoo et comprend que Jinwoo doit s'être réveillé. Il tente de recruter Jinwoo mais échoue. Jinwoo reçoit un message - ayant atteint un niveau requis, il se voit maintenant offrir une quête de changement de classe. |                                      |                                      |                       |
| 11 | A Knight Who Defends an Empty Throne | A Knight Who Defends an Empty Throne | 24 mars 2024          |
| [Chapitres 37-38-39-40-41] – Jinwoo commence la quête de changement de classe et est téléporté dans un immense château. Après avoir combattu des vagues de chevaliers, d'assassins et de mages, il affronte Igris, Le Commandant Rouge-Sang. Igris est aussi puissant, voire plus que Jinwoo, qui parvient tout juste à tuer le Chevalier. La quête de changement de classe proprement dite s'active, libérant une horde incessante des monstres qu'il a combattus en chemin jusqu'à la chambre d'Igris. Pendant ce temps, les chasseurs de rang S de Corée se rassemblent et se dirigent vers l'île de Jeju. |                                      |                                      |                       |
| 12 | Arise                                | Arise                                | 31 mars 2024          |
| [Chapitres 41-42-43-44-45] – Submergé par la horde apparemment sans fin et se remémorant ses circonstances précédentes, Jinwoo était sur le point de désespérer avant de décider de continuer d'avancer. Le délai pour la quête quotidienne expire et il est transféré dans une zone de pénalité, qu'il utilise pour récupérer et se préparer. De retour au château, il parvient à vaincre d'abord la horde. En récompense, il obtient le titre de Monarque des Ombres et la capacité de ramener les morts à la vie en tant que son Armée des Ombres. Pendant ce temps, les chasseurs de rang S font une découverte effrayante : les monstres de rang S de l'île de Jeju ont commencé à évoluer. |                                      |                                      |                       |
| 13 | You aren’t E-rank, are You           | You aren’t E-rank, are You           | 4 janvier 2025        |
| [Chapitres 46-47-48-49-50-51] – Hwang Dongsoo arrive en Corée, bien décidé à venger la mort de son frère. Pendant ce temps, Jinwoo emmène Songyi, la camarade de classe de Jinah qui envisage de quitter l'école pour devenir chasseuse, sur un site de formation pour nouveaux chasseurs afin de lui montrer la dure réalité du métier. Mais lorsque l'équipe franchit le portail réputé de niveau C, tout ne se passe pas comme prévu. |                                      |                                      |                       |
| 14 | I Suppose You aren’t Aware           | I Suppose You aren’t Aware           | 11 janvier 2025       |
| [Chapitres 51-52-53-54-55] – Plusieurs jours se sont écoulés depuis que Jinwoo et les autres ont pénétré dans le Portail Rouge. Alors qu'ils passent du temps dans la forêt, Jinwoo prend la tête de l'équipe de chasseurs lorsque le boss du donjon, un Elfe de Glace nommé Baruka, apparaît avec un groupe des siens. Pour une raison inconnue, Jinwoo est capable de comprendre la langue des monstres. Baruka lui propose un marché : s'il accepte de livrer les membres de son équipe, ils épargneront sa vie. Mais Jinwoo refuse... |                                      |                                      |                       |
| 15 | Still a Long Way to Go               | Still a Long Way to Go               | 18 janvier 2025       |
| [Chapitres 56-57-58-59-60-61] – Après avoir tenu sa promesse de nettoyer 19 donjons aux côtés de Jinho, Jinwoo, désormais plus puissant que lorsqu'il a affronté Cerbère, se prépare pour son prochain défi. Afin de rassembler les matériaux nécessaires à l’Élixir de vie sacré, qui pourrait guérir sa mère, il se lance à nouveau dans le donjon de rang S, la forteresse démoniaque. Là-bas, une nouvelle quête lui est confiée : collecter 10 000 âmes de démons pour achever le donjon. Pendant ce temps, aux États-Unis, un étrange individu est capturé. |                                      |                                      |                       |
| 16 | I Need to Stop Faking                | I Need to Stop Faking                | 25 janvier 2025       |
| [Chapitres 61-62-63-64-65-66] – Réalisant qu'il doit encore augmenter son niveau pour terminer la forteresse démoniaque, Jinwoo décide de passer une nouvelle évaluation de son randg de chasseur afin de participer à des raids avancés. Grâce à sa puissance magique écrasante, dépassant les limites des appareils de mesure, il commence à attirer l'attention des grandes guildes, comme la guilde du Tigre Blanc et la Guilde des Hunters. Pendant ce temps, une certaine personne vient également rendre visite à Jinwoo... |                                      |                                      |                       |
| 17 | This is What We're Trained to Do     | This is What We're Trained to Do     | 1er février 2025      |
| [Chapitres 67-68-69-70-71] – Jinwoo se retrouve à accompagner l'escadron B de la guilde des Hunters en tant que porteur. Cependant, dès qu'il met les pieds dans le donjon, un sentiment de malaise l'envahit. Son pressentiment se confirme lorsqu'un groupe de hauts orcs lance une attaque féroce contre les chasseurs. Blessés, ils tentent de battre en retraite vers la porte d'entrée... mais ils découvrent qu'une barrière les emprisonne à l'intérieur du donjon. |                                      |                                      |                       |
| 18 | Don’t Look Down on My Guys           | Don’t Look Down on My Guys           | 8 février 2025        |
| [Chapitres 71-72-73-74-75-76] – Intriguée par Jinwoo, Cha Hae-in rejoint le donjon. À l’intérieur, la troupe de Son Kihoon arrive face au boss, le grand enchanteur haut orc Kargalgan. Il se joue du capitaine, qualifiant leur affrontement de simple divertissement. Alors que le désespoir se lit sur le visage des chasseurs, Jinwoo intervient pour secourir Kihoon, grièvement blessé. Décidé à sauver l'escouade d'une mort certaine, des soldats d'ombre à l'aura bleutée émergent de son ombre, prêts à affronter l'armée des hauts orcs de front. |                                      |                                      |                       |
| 19 | The 10th S-rank Hunter               | The 10th S-rank Hunter               | 15 février 2025       |
| [Chapitres 76-77-78-79-80-81] – Après avoir nettoyé en solo un donjon de rang A, Jinwoo passe une nouvelle évaluation et est officiellement reconnu comme le 10ème chasseur de rang S du pays. Alors qu'il attire l'attention de figures influentes des plus grandes guildes de chasseurs de Corée, Jinwoo reste concentré sur ses propres objectifs et décide de relever à nouveau le défi de la forteresse démoniaque. Mais en atteignant le 80ème étage, il remarque que ses soldats d'ombre, envoyés en éclaireur pour accélérer la conquête, sont mystérieusement anéantis par une force inconnue... |                                      |                                      |                       |
| 20 | Looking Up Was Tiring Me Out         | Looking Up Was Tiring Me Out         | 22 février 2025       |
| [Chapitres 82-83-84-85-86-87] – Pour obtenir le dernier ingrédient nécessaires à l’Élixir de vie sacré, Jinwoo poursuit sa conquête de la forteresse démoniaque, accompagné de la noble démone Esil. Au fil de leur progression, Igris et Tank deviennent également plus puissants, gagnant en niveaux à mesure qu'ils nettoient chaque étage. Finalement, en atteignant le dernier étage, Jinwoo se retrouve face à Baran, le roi des démons, qui apparaît chevauchant un immense dragon blanc, dégageant une aura écrasante. |                                      |                                      |                       |
| 21 | It Was All Worth It                  | It Was All Worth It                  | 1er mars 2025         |
| [Chapitres 88-89-90-91] - Après avoir achevé la conquête de la forteresse démoniaque, Jinwoo se rend dans la chambre d'hôpital de sa mère, l’Élixir de vie sacré en main, prêt à enfin obtenir sa véritable récompense. Cependant, un sentiment d'inquiétude persiste en lui... A-t-il franchi une limite qu'il n'aurait jamais dû dépasser ? Plus tard, il reçoit une invitation insistance pour participer au 4ème raid sur l'île de Jeju. C'est une opportunité inégalée pour continuer à progresser, mais au moment de prendre sa décision, les visages de sa mère et de sa sœur lui reviennent en mémoire... |                                      |                                      |                       |
| 22 | We Need a Hero                       | We Need a Hero                       | 8 mars 2025           |
| [Chapitres 92-93-94-95-96] - Jinwoo intervient dans le match amical opposant les chasseurs de rang S japonais et coréens, affichant une puissance indéniable face à Goto Ryuji. Pourtant, malgré cette démonstration de force, il choisit de refuser de participer au raid sur l'île de Jeju, préférant rester aux côtes de sa mère, qui vient tout juste de sortir de son long coma. Avec Jinwoo absent, le 4ème raid sur l'île de Jeju commence et semble bien se dérouler grâce aux efforts conjoints des japonais et des coréens. Mais soudain, un évènement inattendu vient bouleverser le cours de la mission... |                                      |                                      |                       |
| 23 | It's Going to Get Even More Intense  | It's Going to Get Even More Intense  | 15 mars 2025          |
| [Chapitres 96-97-98-99-100] - Alors que le combat semble se dérouler sans encombre pour les chasseurs de rang S, une créature humanoïde ailée, recouverte d'un exosquelette noir, fait soudain son apparition devant eux. Ceux qui étaient les chasseurs deviennent désormais les proies. Face à un ennemi d'une puissance sans précédent, l'issue de cette bataille acharnée approche inexorablement... |                                      |                                      |                       |
| 24 | Are You the King of Humans?          | Are You the King of Humans?          | 22 mars 2025          |
| [Chapitres 101-102-103-104] - Jinwoo arrive sur l'île de Jeju, anéantissant l'essaim de fourmis ailées et utilisant des potions pour soigner les chasseurs de rang S blessés. Cependant, malgré ses efforts, il est incapable de guérir Cha Hae-In, dont les blessures sont si graves qu'elles l'ont laissée inconsciente. Alors que Jinwoo et les autres tentent de fuir au plus vite, une présence terrifiante leur barre à nouveau la route : la fourmi aux ailes noires. |                                      |                                      |                       |
| 25 | On to The Next Target                | On to The Next Target                | 29 mars 2025          |
| [Chapitres 104-105-106-107-108-110] - L'Élixir de Vie, leur dernier espoir, se révèle inefficace, laissant Cha Hae-In dans un état critique. Désespéré de la sauver, Jinwoo élabore une solution audacieuse... Malgré les lourds sacrifices, le 4ème raid sur l'ïle de Jeju s'achève par une victoire des chasseurs. Après avoir dévoilé sa puissance écrasante au monde entier, Jinwoo se lance à la poursuite d'une force encore plus grande, prêt à se lancer dans un nouveau combat. |                                      |                                      |                       |

### Jeux vidéo

#### Solo Leveling:ARISE
Un jeu vidéo de type action-RPG, intitulé Solo Leveling:ARISE, est annoncé sur PC et téléphones mobiles. Développé par Netmarble, il bénéficie d'une sortie mondiale. Sa sortie est initialement prévue pour 2023, puis repoussée au printemps 2024,. Après une phase de pré-inscription en mars 2024, le jeu est sorti le 8 mai 2024.

#### Solo Leveling:KARMA
En juin 2025, Netmarble annonce le développement d'un nouveau jeu, de type roguelike en vue isométrique, prévu pour PC et mobiles. Intitulé Solo Leveling:KARMA, il devrait être basé sur un récit original se déroulant 27 ans après les aventures originales de Sung Jinwoo.

### Œuvres

#### Romans
Édition coréenne
1. 1 2  (ko) « 나 혼자만 레벨 업. 1 », sur Kyobo Book (consulté le 17 février 2020)
2. 1 2  (ko) « 나 혼자만 레벨 업. 2 », sur Kyobo Book (consulté le 17 février 2020)
3. 1 2  (ko) « 나 혼자만 레벨 업. 3 », sur Kyobo Book (consulté le 17 février 2020)
4. 1 2  (ko) « 나 혼자만 레벨 업. 4 », sur Kyobo Book (consulté le 17 février 2020)
5. 1 2  (ko) « 나 혼자만 레벨 업. 5 », sur Kyobo Book (consulté le 17 février 2020)
6. 1 2  (ko) « 나 혼자만 레벨 업. 6 », sur Kyobo Book (consulté le 17 février 2020)
7. 1 2  (ko) « 나 혼자만 레벨 업. 7 », sur Kyobo Book (consulté le 17 février 2020)
8. 1 2  (ko) « 나 혼자만 레벨 업. 8 », sur Kyobo Book (consulté le 17 février 2020)
9. 1 2  (ko) « 나 혼자만 레벨 업. 9 », sur Kyobo Book (consulté le 17 février 2020)
10. 1 2  (ko) « 나 혼자만 레벨 업. 10 », sur Kyobo Book (consulté le 17 février 2020)
11. 1 2  (ko) « 나 혼자만 레벨 업. 11 », sur Kyobo Book (consulté le 17 février 2020)
12. 1 2  (ko) « 나 혼자만 레벨 업. 12 », sur Kyobo Book (consulté le 17 février 2020)
13. 1 2  (ko) « 나 혼자만 레벨 업. 13(완결) », sur Kyobo Book (consulté le 17 février 2020)
14. 1 2  (ko) « 나 혼자만 레벨 업(외전) », sur Kyobo Book (consulté le 17 février 2020)

Édition française
1. 1 2  Solo Leveling roman - Tome 1
2. 1 2  Solo Leveling roman - Tome 2
3. 1 2  Solo Leveling roman - Tome 3

#### Webtoon
Édition coréenne
1. 1 2  나 혼자만 레벨업. 1(만화)
2. 1 2  나 혼자만 레벨업. 2(만화)
3. 1 2  나 혼자만 레벨업. 3(만화)
4. 1 2  나 혼자만 레벨업. 4(만화)
5. 1 2  나 혼자만 레벨업. 5(만화)
6. 1 2  나 혼자만 레벨업. 6(만화)
7. 1 2  나 혼자만 레벨업. 7(만화)
8. 1 2  나 혼자만 레벨업. 8(만화)
9. 1 2  나 혼자만 레벨업. 9(만화)
10. 1 2  나 혼자만 레벨업. 10(만화)
11. 1 2  나 혼자만 레벨업. 11(만화)
12. 1 2  나 혼자만 레벨업. 12(만화)
13. 1 2  나 혼자만 레벨업. 13(만화)
14. 1 2  나 혼자만 레벨업. 14(만화)

Édition française
1. 1 2  Solo Leveling - Tome 1
2. 1 2  Solo Leveling - Tome 2
3. 1 2  Solo Leveling - Tome 3
4. 1 2  Solo Leveling - Tome 4
5. 1 2  Solo Leveling - Tome 5
6. 1 2  Solo Leveling - Tome 6
7. 1 2  Solo Leveling - Tome 7
8. 1 2  Solo Leveling - Tome 8
9. 1 2  Solo Leveling - Tome 9
10. 1 2  Solo Leveling - Tome 10
11. 1 2  Solo Leveling - Tome 11
12. 1 2  Solo Leveling - Tome 12
13. 1 2  Solo Leveling - Tome 13
14. 1 2  Solo Leveling - Tome 14
15. 1 2  Solo Leveling - Tome 15
16. 1 2  Solo Leveling - Tome 16
17. 1 2  Solo Leveling - Tome 17
18. 1 2  Solo Leveling - Tome 18
19. 1 2  Solo Leveling - Tome 19